# Bruchharsch

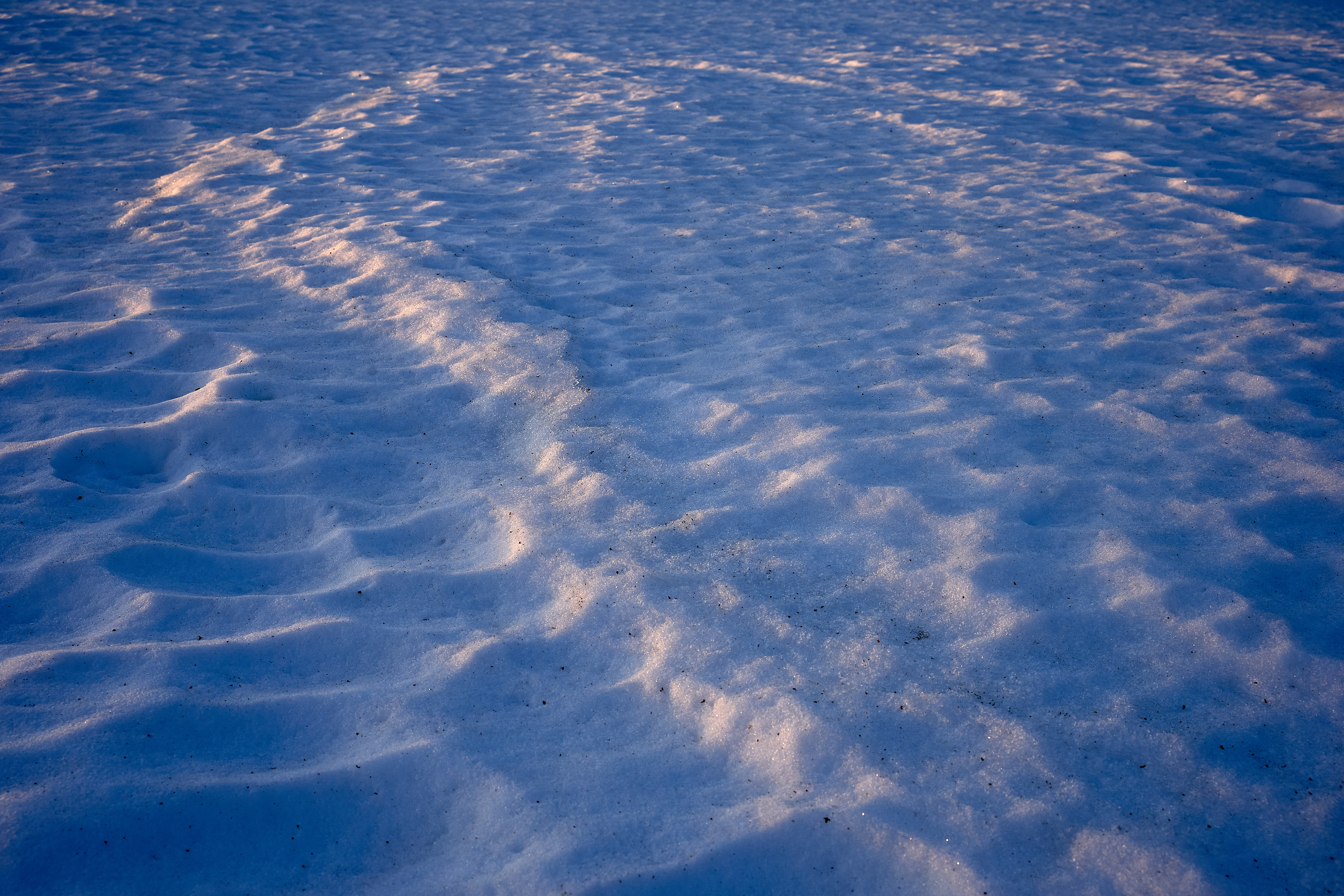
Bruchharsch

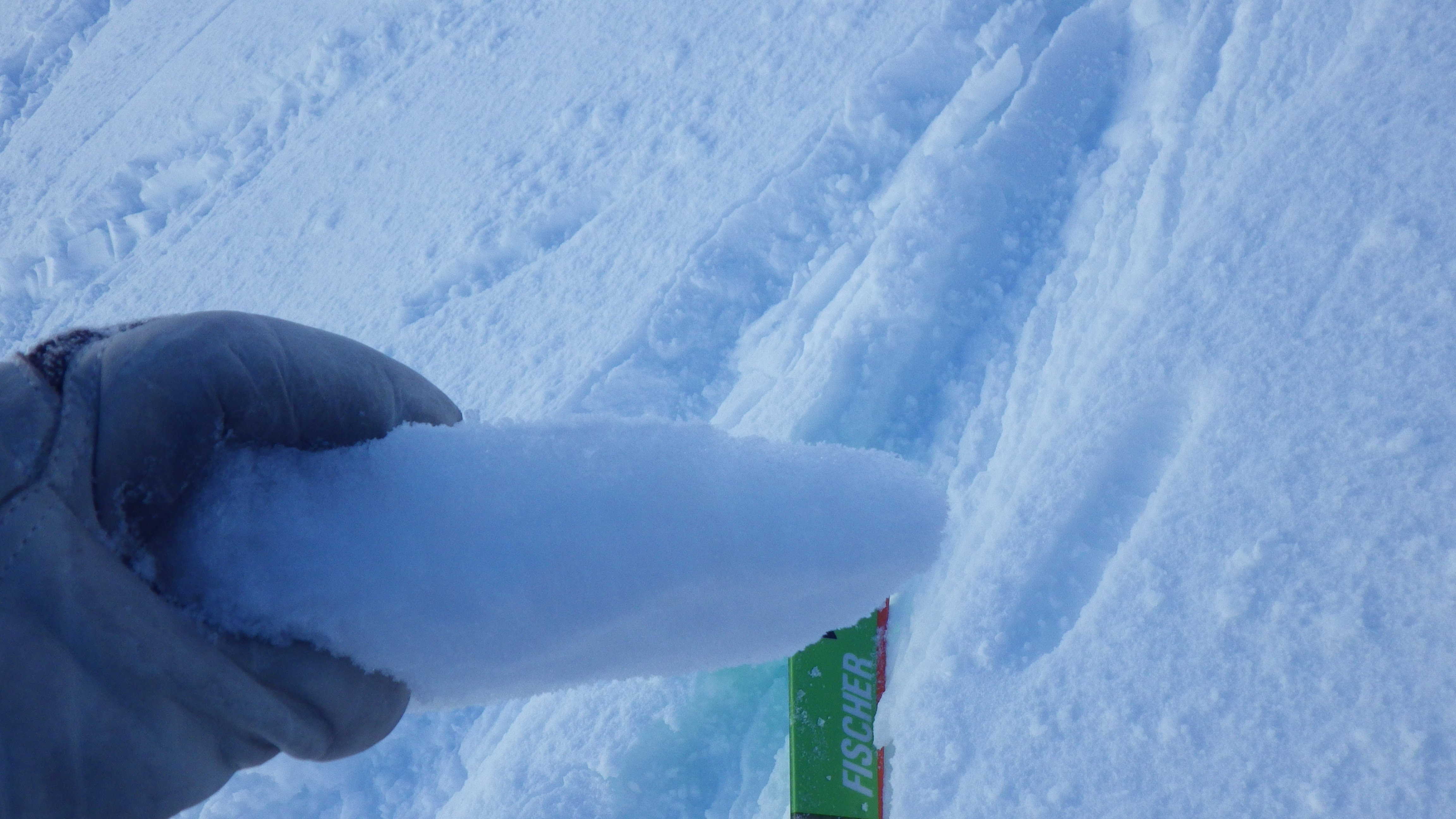
Bruchharsch-Schnee von etwa 6 cm

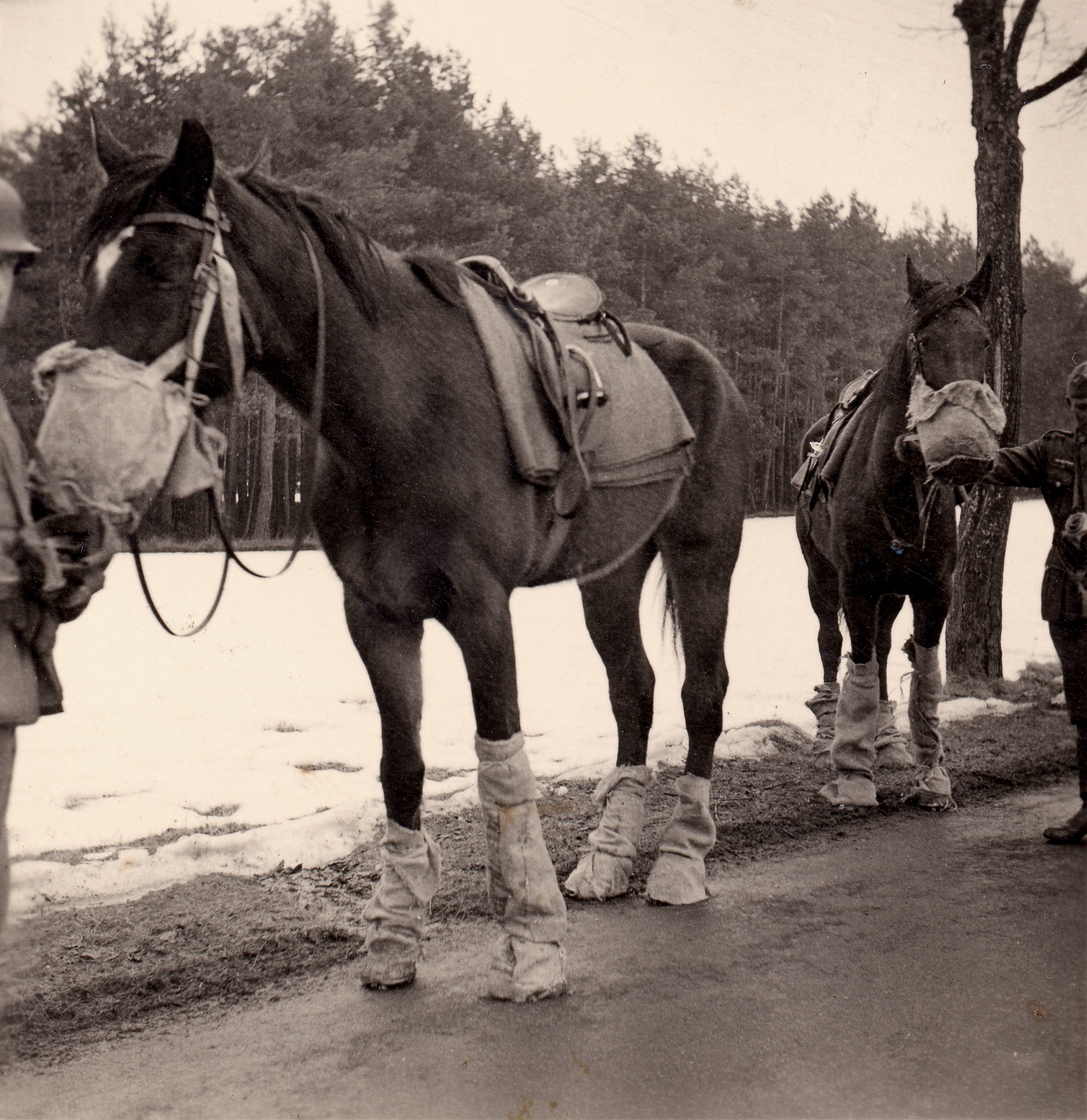
Pferde der Wehrmacht: Die Stoffumwicklung der Beine diente in erster Linie dem Schutz vor Verletzungen durch Bruchharsch beim Ritt abseits der geräumten Straßen. Gleichzeitig sollten die Säcke das Hufklappern verringern ("Geräuschtarnung") – was aber nur kurzfristig funktionierte

Bruchharsch, auch Schmelzharsch, bezeichnet eine Schneeoberfläche, die nach Erwärmung, beispielsweise durch direkte Sonneneinstrahlung, antaut und durch Abkühlung, meist nachts, wieder verfestigt wurde. Unter der oberflächlichen Eiskruste ist der Schnee trocken und pulvrig.
Die Entstehung von Bruchharsch wird auch Schmelzumwandlung genannt.
Dieser Harschdeckel besitzt je nach Stärke eine sehr unterschiedliche Tragfähigkeit, was das Befahren mit Skiern sehr anspruchsvoll gestaltet: Man sinkt zum Beispiel bei der Kompression einer Kurve ein, wohingegen zwischen den Schwüngen die Kruste trägt.
Wird die Schneedecke vollständig durch Erwärmung oder Regen durchfeuchtet, spricht man von Sulzschnee bzw. Firn.